# Lomtjärnen (Ströms socken, Jämtland, 715631-147153)
Lomtjärnen är en sjö i Strömsunds kommun i Jämtland och ingår i Ångermanälvens huvudavrinningsområde. Sjön har en area på 0,0323 kvadratkilometer och ligger 498,2 meter över havet.

## Delavrinningsområde
Lomtjärnen ingår i det delavrinningsområde (715743-147133) som SMHI kallar för Utloppet av Nyselet. Medelhöjden är 454 meter över havet och ytan är 5,98 kvadratkilometer. Räknas de 145 avrinningsområdena uppströms in blir den ackumulerade arean 677,59 kvadratkilometer. Sjoutälven som avvattnar avrinningsområdet har biflödesordning 3, vilket innebär att vattnet flödar genom totalt 3 vattendrag innan det når havet efter 258 kilometer. Avrinningsområdet består mestadels av skog (75 procent). Avrinningsområdet har 0,85 kvadratkilometer vattenytor vilket ger det en sjöprocent på 14,2 procent.